# Carcano M91
El nombre de Carcano es frecuentemente aplicado a una serie de fusiles y carabinas de cerrojo de fabricación italiana. Introducido en 1891, este fusil estaba calibrado para el cartucho sin pestaña Cartuccia Modello 1895 (6,5 x 52 Mannlicher-Carcano). Fue desarrollado en el Arsenal de Turín por el técnico-Jefe Salvatore Carcano en 1890 y bautizado como Modello 91 (M91). Reemplazó sucesivamente a los anteriores fusiles y carabinas Carcano Mod. 1868 de calibre 17,5 mm, Vetterli M1870 y Vetterli-Vitali M1870/87 de calibre 10,35 mm. Siendo producido desde 1892 hasta 1945, el Carcano M91 fue empleado tanto en versión fusil como carabina por la mayoría de tropas italianas durante la Primera Guerra Mundial y Segunda Guerra Mundial, así como por algunas unidades alemanas durante esta última. Este fusil también fue empleado por Finlandia durante la Guerra de Invierno, y por tropas regulares e irregulares en Siria, Túnez y Argelia durante diversos conflictos locales de posguerra. 

## Historia
A pesar de que este fusil es frecuentemente llamado "Mannlicher-Carcano", especialmente en los Estados Unidos, ni esta denominación ni el nombre "Mauser-Parravicino" son correctos. Su denominación oficial en italiano es simplemente Modello 1891 o M91 ("il novantuno"). El sistema de alimentación del M91 se basa en un cargador fijo que alberga un peine «en bloque» originalmente desarrollado y patentado por el diseñador de armas austriaco Ferdinand Mannlicher, aunque la forma y diseño del peine que emplea el Carcano deriva del Fusil de Comisión Modelo 1888 alemán. 
Hasta 1938, todos los fusiles y carabinas M91 estaban calibrados para el cartucho sin pestaña Modello 1895 6,5 x 52, que montaba una bala metálica encamisada de punta redonda de 160 granos y alcanzaba una velocidad de boca de 700 m/s en función de la longitud del cañón. Al menos un experto en armas ligeras observó inconsistencias en los tipos de pólvora empleados para cargar los cartuchos militares 6,5 x 52, muchas veces con diferentes tipos de pólvora y lotes de munición mezclados en un solo peine. La práctica de mezclar diversos tipos de pólvora y lotes de munición en los peines de fusil era generalmente evitada por los arsenales de otros países, ya que generalmente producían velocidades de bala variables y excesiva dispersión de las balas sobre el blanco. 
Tras los reportes sobre un inadecuado desempeño tanto a corto como a largo alcance durante las campañas en el África del Norte Italiana (1924-1934) y Abisinia (1934), el Ejército italiano introduce un nuevo fusil corto en 1938, el Modello 1938, junto al nuevo cartucho 7,35 x 51. Además del calibre ligeramente mayor, los diseñadores de armas italianos introdujeron una bala tipo Spitzer para el nuevo cartucho, con la punta rellena de aluminio para producir una trayectoria errante una vez que esta impacte en el cuerpo del enemigo (un diseño muy probablemente copiado de la bala Mk. VII del cartucho .303 British). 
Sin embargo, el gobierno italiano no pudo ser capaz de producir en masa cantidades adecuadas de las nuevas armas antes del inicio de la guerra, y en 1940, toda la producción de fusiles y municiones continuó siendo para el calibre 6,5 mm, pero ni los fusiles Mod. 38 o las carabinas calibre 7,35 mm fueron recalibradas para el viejo cartucho 6,5 x 52. Algunas unidades italianas que sirvieron en el Frente del Este fueron equipadas con los fusiles Mod. 38 calibre 7,35 mm, pero los reemplazaron con los fusiles de calibre 6,5 mm en 1942.

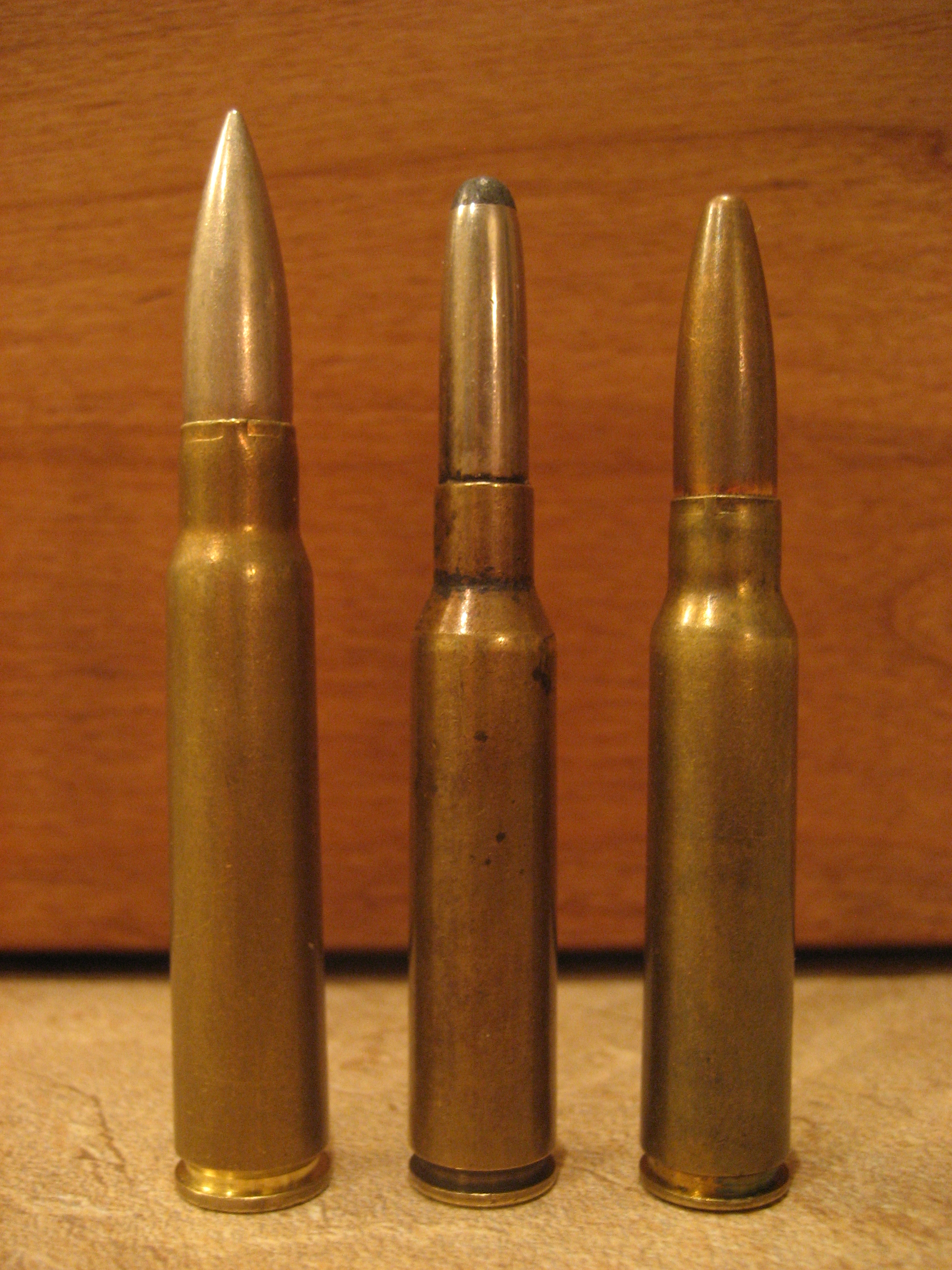
De izquierda a derecha: 7,92 x 57 Mauser, 6,5 × 52 mm Carcano y 7,35 x 51 Carcano.

Aproximadamente 94.500 fusiles Modello 1938 calibre 7,35 mm fueron suministrados a Finlandia, en donde fueron conocidos como carabinas Terni. Estos fueron principalmente empleados por tropas de seguridad y enlace durante la Guerra de Invierno de 1939-1940, aunque algunas tropas de primera línea fueron equipadas con este fusil. Debido a su calibre no estándar de 7,35 mm, era difícil mantener el abastecimiento de municiones para las tropas de primera línea, mientras que su alza fija (ajustada para un alcance de 300 m) lo hacía poco idóneo para disparar con precisión a los variables alcances que encontraron los soldados finlandeses durante el conflicto. Los soldados también reclamaron por el hecho que su munición tenía una excesiva dispersión de la bala sobre el blanco. Siempre que fuese posible, los soldados finlandeses desechaban el fusil italiano y lo reemplazaban con fusiles capturados en el campo de batalla, inclusive con modelos estándar de fusiles soviéticos Mosin-Nagant capturados. Estos últimos al menos tenían la ventaja de emplear los cartuchos 7,62 x 54 R, que eran más fáciles de obtener. Al inicio de la Guerra de Continuación, el Cuartel General del Ejército finlandés tomó medidas al respecto. Los restantes fusiles Mod. 1938 calibre 7,35 mm fueron suministrados a la Armada finlandesa, así como a los sirvientes de baterías antiaéreas, guardacostas y otras tropas de segunda línea.
En 1941, las Fuerzas Armadas italianas nuevamente volvieron a emplear el fusil de infantería con cañón largo (ligeramente más corto que el M91 original), el Carcano M91/41. Nunca existieron versiones de francotirador, pero en la Primera Guerra Mundial unos cuantos fusiles fueron equipados con miras telescópicas y empleados en combate (los fusiles M91 con miras telescópicas de la Segunda Guerra Mundial solamente eran prototipos). 
Desde la década de 1980, han aparecido en los mercados de armamento militar sobrante varios lotes de Moschetti M91/38 TS (carabina para tropas especiales) recalibrados para el cartucho alemán 7,92 x 57 Mauser con bala pesada Super Spitzer. Dos pequeñas partidas de carabinas Moschetti M91/38 tienen cañones con marcajes de 1938 y 1941, pero no fueron empleadas en aquellas fechas por ninguna unidad italiana y sus peculiares números de serie sugieren que estos solamente debieron ser cañones sobrantes recalibrados que fueron convertidos junto a otros después de 1945. Aparentemente varias carabinas Carcano calibre 7,92 mm fueron exportadas a Egipto después de la Segunda Guerra Mundial, donde sirvieron como carabinas de maniobra y entrenamiento. Varias de estas carabinas también llevan marcajes de las Fuerzas Armadas israelíes. El apelativo de "Modelo 1943 (M43)" ocasionalmente empleado para estos fusiles recalibrados es incorrecto, ya que nunca recibieron esta denominación por parte de las Fuerzas Armadas italianas.
Las tropas alemanas capturaron grandes cantidades de fusiles Carcano tras la capitulación italiana en septiembre de 1943. Fue el fusil más común suministrado a las unidades del Volkssturm (Milicia Popular, en alemán) a finales de 1944 e inicios de 1945.
Tras la Segunda Guerra Mundial, Italia reemplazó sus fusiles Carcano con fusiles británicos Lee-Enfield primero y después con el fusil semiautomático estadounidense M1 Garand calibre 7,62 mm (.30), al cual los italianos denominaron como Modelo 1952 (M52). Finlandia vendió todos sus aproximadamente 74.000 fusiles Carcano M91/38 calibre 7,35 mm en el mercado de armamento militar sobrante. Por lo que grandes cantidades de fusiles Carcano sobrantes fueron vendidos en los Estados Unidos y Canadá a comienzos de la década de 1950. En Italia, la Polizia di Stato mantuvo el fusil en servicio hasta su retiro en 1981.
También fue supuestamente utilizado por Lee Harvey Oswald para asesinar al presidente John F. Kennedy en Dallas el 22 de noviembre de 1963 (una carabina M91/38 con mira telescópica).
El cartucho Carcano original Modello 1895 (6,5 x 52), también fue empleado en las ametralladoras de la Primera Guerra Mundial y en la ametralladora ligera Modello 30; esta última fue empleada por las tropas italianas en Abisinia y la Segunda Guerra Mundial hasta el Armisticio. En 1935 fue adoptado el cartucho 8 x 59 Breda para algunas ametralladoras pesadas italianas (Fiat-Revelli Modelo 1935, Breda M37, Breda M38); su mayor alcance y proyectil más pesado demostraron ser muy efectivos en combate, especialmente contra tropas motorizadas.
Durante la Rebelión Libia de 2011, muchos rebeldes entraron en combate con sus propias armas, inclusive viejos fusiles de cerrojo y escopetas. De los primeros, los fusiles y carabinas Carcano eran los más frecuentes. Eran predominantemente empleados por los rebeldes en las Montañas Nefusa . Estas viejas armas fueron nuevamente empleadas en combate debido al limitado acceso de los rebeldes a armas de fuego modernas. Adicionalmente, algunos rebeldes libios preferían emplear sus habituales armas de cacería antes que los más modernos, aunque no habituales, fusiles de asalto disponibles. Según Al-Fitouri Muftah, un miembro del Consejo Militar rebelde que supervisa el frente de las montañas occidentales, uno de cada diez rebeldes en la región está armado con armas de la Segunda Guerra Mundial. La gran mayoría de estas armas probablemente son fusiles Carcano.

## Variantes

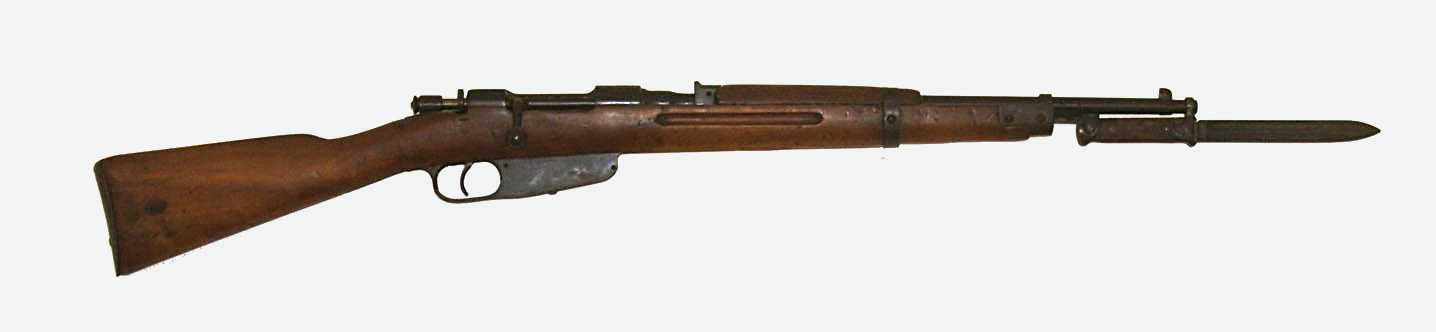
Carabina Carcano M91/38.

Carabina Carcano M91/38 con una mira telescópica Ordnance Optics de 4x aumentos, supuestamente empleada por Lee Harvey Oswald para asesinar a John F. Kennedy.

Todas las variantes empleaban el mismo cerrojo Carcano y eran alimentadas por un peine en bloque; los fusiles y carabinas tenían cañones de diferente longitud, así como diferencias en la culata y los mecanismos de puntería según la longitud del cañón.
- Fucile di Fanteria Modello 1891 (fusil de infantería largo Modelo 1891, adoptado en 1891 y de calibre 6,5 x 52)
- Moschetto da Cavalleria Mod. 91 (carabina calibre 6,5 mm con bayoneta plegable integrada, adoptada en 1893)[11]
- Moschetto per Truppe Speciali Mod. 91 (o M91 TS 6,5 mm, carabina para las tropas especiales, adoptada en 1897)
- Moschetto di Fanteria Mod. 91/24 (carabina calibre 6,5 mm, surgida de una modificación del Mod. 1891 original con cañón acortado y alza modificada, adoptada en 1924)
- Moschetto per Truppe Speciali Mod. 91/28 (una carabina M 91 calibre 6,5 mm ligeramente modificada, adoptada en 1928)
- Moschetto per Truppe Speciali con Tromboncino Mod. 91/28 (una carabina 91/28 modificada, equipada con una bocacha lanzagranadas calibre 38,5 mm)
- Fucile di Fanteria Mod. 1938 (fusil corto Modelo 1938 calibre 7,35 mm, adoptado en 1938)
- Fucile di Fanteria Mod. 91/38 (fusil corto Modelo 1938, recalibrado para cartuchos 6,5 mm a partir de 1940)
- Fucile di Fanteria Mod. 91/41 (fusil de infantería largo, adoptado en 1941 y de calibre 6,5 mm)

El Fusil Tipo I fue producido por Italia para el Imperio Japonés antes de la Segunda Guerra Mundial. Tras la invasión de China, toda la producción de fusiles Arisaka fue destinada al Ejército Imperial Japonés y la Armada Imperial Japonesa tuvo que firmar en 1937 un contrato con Italia para obtener este fusil. El Tipo I está basado en el Fusil Tipo 38 y emplea un cerrojo Carcano, pero conserva el cargador interno fijo con capacidad de 5 cartuchos del Tipo 38. El Tipo I fue principalmente utilizado por las fuerzas de la Armada Imperial Japonesa y disparaba el cartucho 6,5 x 50 Arisaka. Los arsenales italianos produjeron aproximadamente 60.000 fusiles Tipo I para Japón.

## Usuarios
- Italia[4]
  -  Reino de Italia (1861-1946)
  -  República Social Italiana
- Albania[12]
- Alemania nazi[6][13]
- Reino de Bulgaria[4]
- Finlandia[12]
- Imperio austrohúngaro: empleó fusiles capturados durante la Primera Guerra Mundial, de los cuales unos 49.500 fueron modificados para disparar el cartucho 6,5 x 54 Mannlicher–Schönauer.[14]
- Imperio del Japón[12]
- Ejército de Liberación Nacional Libio[15]
- Reino de Yugoslavia: En 1921, el Reino de Yugoslavia tenía unos 11.000 Carcano M91 en reserva. A inicios de la década de 1920, se propuso que estos fuesen intercambiados por fusiles Mauser con el Reino de Italia. La propuesta fue rechazada en 1922 y estos fusiles quedaron en manos yugoslavas hasta 1941.[16]